# زندگی تبهکاری (فیلم)
زندگی تبهکاری (به انگلیسی: Life of Crime) فیلمی محصول سال ۲۰۱۳ و به کارگردانی دنیل شچتر است. در این فیلم بازیگرانی همچون جنیفر آنیستون، مس دف، آیلا فیشر، ویل فورته، مارک بون جونیور، تیم رابینز، جان هاکس، چارلی تاهان، سئانا کوفوئد، سله‌آ لویس، کوین کوریگان ایفای نقش کرده‌اند.

## چکیده داستان
دیترویت، در اواخر دهه ۱۹۷۰، پس از اینکه فرانک سرانجام تصمیم به طلاق از میکی می گیرد، می فهمد که گروهی از اوباش میکی را ربوده اند. نیازی به گفتن نیست که فرانک تمایل چندانی به پرداخت مبلغ یک میلیون دلار به ربایندگان ندارد.